# IC 3439
IC 3439 ist eine Spiralgalaxie vom Hubble-Typ S? im Sternbild Haar der Berenike am Nordsternhimmel. Sie ist schätzungsweise 297 Millionen Lichtjahre von der Milchstraße entfernt.
Das Objekt wurde am 23. März 1903 vom deutschen Astronomen Max Wolf entdeckt.